# 特里·洛弗喬伊
特里·洛弗喬伊（英文：Terry Lovejoy，1966年11月20日－），澳洲信息技術專家與業餘天文學家。他在自家花園發現了6顆彗星，其中包括近40年來在地面上發現的第一顆克魯茲族彗星C/2011 W3。除此之外，洛弗喬伊還以修改已經普及的家用數碼相機的程序，以便消費型數位相機作天文攝影之用而聞名。

## 天文攝影
洛弗喬伊知名的原因是因為他在業餘天文學家中只使用自己修改過的數碼相機拍攝天體。他的相機配置了過濾器，可以隔斷紅外光。但是他的相機在隔斷紅外光時，也會切斷許多深空天體發出的H-α射線。在洛弗喬伊發放補丁修改那些過濾器後，很多業餘天文學家都能夠改善他們深空攝影的質素。
2007年3月15日，他利用自己改裝的相機發現C/2007 E2彗星。兩個月後，他發現了另一顆彗星，而這也是洛弗喬伊發現的第2顆彗星。
在2011年11月27日，他用星特朗公司的C8型施密特-卡塞格林望遠鏡與2.1焦比QHY 9CCD相機發現了C/2011 W3彗星。因此洛弗喬伊成為40年來首個在地面上發現克魯茲族彗星的天文學家。兩年後的2013年9月7日，他發現了可在同年11月以肉眼也可看見的C/2013 R1。2014年8月17日，洛弗喬伊在船尾座發現了他第5顆的彗星－C/2014 Q2。

## 紀念
2000年8月3日，澳洲天文學家戈登·傑拉德發現了小行星61342，並在隨後把它命名為洛弗喬伊。

## 註解
1. ↑  同樣為紅色的發射譜線